# Kevin Reyes
Kevin Stiven Reyes Ortiz (ur. 28 sierpnia 1999 w La Libertad) – salwadorski piłkarz występujący na pozycji skrzydłowego, reprezentant Salwadoru, od 2023 roku zawodnik FAS.